# 파이널 판타지 VII 에버 크라이시스
《파이널 판타지 VII 에버 크라이시스》(ファイナルファンタジーVII エバークライシス, FINAL FANTASY VII EVER CRISIS)는 어플리봇과 스퀘어 에닉스가 공동 개발한 롤플레잉 비디오 게임이다. 안드로이드 및 iOS용으로 출시.
컴필레이션 오브 파이널 판타지 VII의 일부를 이루며 1997년작 비디오 게임 《파이널 판타지 VII》를 원작으로 두는 스핀오프이다. 원작 및 그 컴필레이션의 타임라인을 재해석한 모바일 가챠 게임으로 2023년 9월 7일에 이용 가능하게 되었다.
본작은 매달마다 한 에피소드가 추가되는 스토리 분할형식의 게임으로 계획되었다. 원작 및 컴필레이션 오브 파이널 판타지 VII의 모든 주요작품, 즉 영화 《어드벤트 칠드런》, 게임 《비포 크라이시스》, 《크라이시스 코어》, 《더지 오브 켈베로스》에서 있었던 사건들을 재해석하여 선보인다. 아울러 《더 퍼스트 솔저》에서 처음 등장했던 글렌, 매트, 루시아 3인과 세피로스의 과거에 관한 일을 상세히 다룬다. 비주얼에 있어서는 《파이널 판타지 VII 리메이크》 및 《크라이시스 코어 리유니온》에서 채용한 스타일을 가져왔다. 타임라인을 통해 서로 다른 챕터를 자유롭게 선택하는 것이 가능하여 본작이 속한 시리즈의 여러 작품들을 왔다 갔다 하며 즐길 수 있다. 배틀 시스템에 있어서는 원작에 있었던 액티브 타임 배틀 시스템을 도입했다. 본작은 무료로 즐길 수 있으나 랜덤한 무기 및 의상이 들어 있는 루트 박스를 제공하여 게임 내 과금이 포함되어 있다.

## 제작 과정
원작되는 《파이널 판타지 VII》의 무대와 이야기를 확장시키기 위해 기획된 컴필레이션 오브 파이널 판타지 VII의 일부를 이루는 본작은 어플리봇 및 스퀘어 에닉스에 의해 개발되었으며 스퀘어 에닉스 스스로 배급한다. 개발진에 있어서는 이치카와 쇼이치가 프로듀서를, 노지마 가즈시게가 스토리 및 시나리오 라이터를, 기타세 요시노리가 이그제큐티브 프로듀서를, 노무라 데쓰야가 크리에이티브 디렉터를, 도리야마 모토무가 디렉터를, 다카이 신타로가 그래픽 및 vfx 디렉터를, 후지세 리사가 캐릭터 일러스트를, 아베 유지가 게임 디자인 디렉터를, 히라노 사치에가 리드 시나리오 라이터를, 와타나베 도시아키가 리드 캐릭터 아티스트를, 마쓰오카 노부유키가 배틀 디자인을 맡아본다.
원래 컴필레이션 오브 파이널 판타지 VII는 2007년 《크라이시스 코어》를 마지막으로 중단되었으나 2020년의 원작 리메이크를 계기로 기타세는 컴필레이션을 다시 기동하여 다수의 스핀오프를 제작하는 프로젝트를 시작하였으며 《에버 크라이시스》는 그 일부이다.
노무라 자신은 본작을 《파이널 판타지 VII》의 얼터너티브 리메이크로 부른다. 원래의 스토리라인을 개작할 뿐만 아니라 원작의 시나리오를 맡은 노지마 가즈시게가 《파이널 판타지 VII 더 퍼스트 솔저》의 뒷이야기 및 원작의 캐릭터의 어린 시절 이야기를 이에 더한다. 스퀘어 에닉스는 본작의 그래픽을 "향수적인 비주얼 비틈[twist]"이라 표현하며, 그 말대로 원작의 크게 데포르메된 "꼬맹이(ちび)"스러운 그래픽 스타일을 되살렸다. 노무라는 원래 캐릭터의 인물화[portrait]를 3D로 구현하고자 했으나 기술적 제약으로 인하여 2D 그림을 사용할 수밖에 없었다. 이 2D 일러스트는 후지세 리사가 그렸다. 목소리를 넣는 것도 고려되었으나 모바일이라는 플랫폼의 제약이 또한 그에 영향을 미쳤다. 노무라는 본작이 기술, 스타일, 메카닉에 있어 무척 폭이 넓으며 그것이 게임을 하나의 통일체로 만들어 줄 것이라고 했다. 음악은 새롭게 편곡된 것을 사용한다. 서양에서는 일본에서만 발매된 《비포 크라이시스》가 본작을 통해 처음 소개된다.
2021년 1월 일본, 북미, 유럽, 호주에서 상표권등록을 통해 타이틀이 처음으로 세상에 알려졌으며 동년 2월 플레이스테이션 5로 다시 출시된 원작 리메이크 및 배틀 로열식 모바일 스핀오프작 《파이널 판타지 VII 더 퍼스트 솔저》와 더불어 정식 공표되었다. 중국 본토를 제외한 전 세계 국가에서 발표되며 2022년 클로즈드 베타를 시작할 것이라 했으나, 2023년 여름까지 출시 지연되었다. 7월 6-13일 동안 클로즈드 베타를 진행, 2023년 9월 7일 정식 출시되었다.
이후 마이크로소프트 윈도우로 이식될 예정이다.